# Mitja Kunc
Mitja Kunc (Slovenj Gradec, 12 novembre 1971) è un allenatore di sci alpino ed ex sciatore alpino sloveno.
Agli inizi della carriera, prima della dissoluzione della Jugoslavia (1991), gareggiò per la nazionale jugoslava.

## Biografia

### Carriera sciistica

#### Stagioni 1989-1998
Sciatore specialista delle prove tecniche originario di Črna na Koroškem, Mitja Kunc, in attività dai primi anni novanta fino alla metà del decennio successivo, debuttò in campo internazionale ai Mondiali juniores di Aleyska 1989. Il 23 gennaio 1990 ottenne il primo piazzamento in Coppa del Mondo, in slalom gigante a Veysonnaz (15º); nel marzo seguente, ai Mondiali juniores di Zinal, vinse la medaglia di bronzo nella medesima specialità. Esordì ai Campionati mondiali a Saalbach-Hinterglemm 1991 (6º nello slalom gigante) e ai Giochi olimpici invernali ad Albertville 1992 (27º nel supergigante, 23º nello slalom gigante).
Dopo esser stato 17º nello slalom gigante ai Mondiali di Morioka 1993, nella stagione successiva, il 18 gennaio 1994 a Crans-Montana, colse nella stessa specialità il primo podio in Coppa del Mondo (2º) e in seguito partecipò ai XVII Giochi olimpici invernali di Lillehammer 1994, classificandosi 4º, a 9 centesimi dal bronzo vinto dal compagno di squadra Jure Košir, nello slalom speciale; si piazzò inoltre 28º nel supergigante, 14º nello slalom gigante e 7º nello slalom speciale. Ai Mondiali di Sierra Nevada 1996 gareggiò in tutte le specialità, classificandosi 43º nella discesa libera, 36º nel supergigante, 14º nello slalom gigante, 14º nello slalom speciale e 5º nella combinata. Due anni dopo, ai XVIII Giochi olimpici invernali di Nagano 1998, fu 18º nello slalom gigante.

#### Stagioni 1999-2006
Ai Mondiali di Vail/Beaver Creek 1999 si piazzò 15º nello slalom speciale e non concluse lo slalom gigante; l'anno dopo, il 27 febbraio 2000 a Yongpyong, colse la sua unica vittoria in Coppa del Mondo, in slalom speciale. Conquistò poi la medaglia di bronzo nello slalom speciale ai Mondiali di Sankt Anton am Arlberg 2001, dove fu anche 15º nello slalom gigante.
Il 13 gennaio 2002 a Wengen colse in slalom speciale il suo ultimo podio in Coppa del Mondo (2º); ai successivi XIX Giochi olimpici invernali di Salt Lake City 2002, sua ultima presenza olimpica, fu 28º nello slalom gigante e non completò lo slalom speciale. All'addio iridato, Sankt Moritz 2003, Kunc non terminò né lo slalom gigante né lo slalom speciale; si ritirò alla fine della stagione 2004-2005 (la sua ultima gara in Coppa del Mondo fu lo slalom speciale di Schladming del 25 gennaio, nel quale non si qualificò per la seconda manche), anche se il 4 febbraio 2006 prese ancora parte a una gara FIS nella natia Črna na Koroškem.

### Carriera da allenatore
Dopo il ritiro è divenuto allenatore nei quadri della nazionale slovena, assumendo l'incarico di responsabile delle prove tecniche della squadra maschile di Coppa del Mondo.

## Palmarès

### Mondiali
- 1 medaglia:
  - 1 bronzo (slalom speciale a Sankt Anton am Arlberg 2001)

### Mondiali juniores
- 1 medaglia:
  - 1 bronzo (slalom gigante a Zinal 1990)

### Coppa del Mondo
- Miglior piazzamento in classifica generale: 19º nel 2000
- 6 podi (2 in slalom gigante, 4 in slalom speciale):
  - 1 vittoria (in slalom speciale)
  - 3 secondi posti (2 in slalom gigante, 1 in slalom speciale)
  - 2 terzi posti (in slalom speciale)

#### Coppa del Mondo - vittorie
| Data             | Località  | Paese         | Specialità |
| ---------------- | --------- | ------------- | ---------- |
| 27 febbraio 2000 | Yongpyong | Corea del Sud | SL         |

Legenda:

SL = slalom speciale

### Coppa Europa
- 1 podio (dati parziali, dalla stagione 1994-1995):
  - 1 secondo posto

### Nor-Am Cup
- 4 podi (dati parziali, dalla stagione 1994-1995):
  - 3 secondi posti
  - 1 terzo posto

### Far East Cup
- 6 podi (dati parziali, dalla stagione 1994-1995):
  - 1 vittoria
  - 2 secondi posti
  - 1 terzo posto

#### Far East Cup - vittorie
| Data             | Località  | Paese         | Specialità |
| ---------------- | --------- | ------------- | ---------- |
| 23 febbraio 1995 | Yongpyong | Corea del Sud | GS         |

Legenda:

GS = slalom gigante

### Campionati sloveni
- 17 medaglie (dati parziali fino alla stagione 1994-1995)[3]:
  - 10 ori (discesa libera, slalom gigante nel 1991; slalom gigante nel 1992; slalom gigante, slalom speciale, combinata nel 1993; slalom gigante, combinata nel 1996; slalom speciale nel 2003; slalom speciale nel 2004)
  - 2 argenti (slalom speciale nel 1999; slalom speciale nel 2002)
  - 5 bronzi (supergigante, slalom speciale nel 1995; discesa libera nel 1996; slalom gigante nel 2002; slalom speciale nel 2005)